# Churu
Churu là một thành phố và khu đô thị của quận Churu thuộc bang Rajasthan, Ấn Độ.

## Địa lý
Churu có vị trí 26°36′B 75°27′Đ / 26,6°B 75,45°Đ Nó có độ cao trung bình là 315 mét (1033 feet).

## Nhân khẩu
Theo điều tra dân số năm 2001 của Ấn Độ, Churu có dân số 97.627 người. Phái nam chiếm 52% tổng số dân và phái nữ chiếm 48%. Churu có tỷ lệ 62% biết đọc biết viết, cao hơn tỷ lệ trung bình toàn quốc là 59,5%: tỷ lệ cho phái nam là 72%, và tỷ lệ cho phái nữ là 51%. Tại Churu, 17% dân số nhỏ hơn 6 tuổi.